# Jared Deacon
Pour les articles homonymes, voir Deacon.
Jared Deacon (né le 15 octobre 1975) est un ancien athlète britannique spécialiste du 400 mètres. 

## Carrière

### Palmarès
| Année | Compétition                | Lieu              | Résultat | Épreuve   | Performance   |
| ----- | -------------------------- | ----------------- | -------- | --------- | ------------- |
| 1995  | Universiade                | Fukuoka           | 3e       | 4 × 400 m | 3 min 02 s 42 |
| 1997  | Universiade                | Catane            | 3e       | 4 × 400 m | 3 min 02 s 74 |
| 1999  | Universiade                | Palma de Majorque | 2e       | 4 × 400 m | 3 min 03 s 95 |
| 2000  | Jeux olympiques            | Sydney            | 5e       | 4 × 400 m | 3 min 01 s 22 |
| 2002  | Championnats d’Europe      | Munich            | 1er      | 4 × 400 m | 3 min 01 s 25 |
| 2002  | Jeux du Commonwealth       | Manchester        | 1er      | 4 × 400 m | 3 min 00 s 40 |
| 2002  | Coupe du monde des nations | Madrid            | 5e       | 4 × 400 m | 3 min 03 s 34 |